# Rudnia (przystanek kolejowy na Ukrainie)
Rudnia (ukr. Рудня) – przystanek kolejowy w pobliżu miejscowości Rudnia, w rejonie korosteńskim, w obwodzie żytomierskim, na Ukrainie. Położony jest na linii Kalinkowicze – Szepetówka.